# Maylis Besserie
Maylis Besserie (Burdeos, 1982) es una novelista y productora de radio francesa.

## Biografía
Diplomada en 2005, Maylis Besserie comenzó como profesora de documentales en el Instituto de la comunicación y de los medios de comunicación de París, para más tarde integrarse en France Culture como productora de radio.
En febrero de 2020, publicó su primera novela, El Tercer Tiempo (Le Tiers Temps), una novela que evoca los últimos días del escritor irlandés Samuel Beckett en una casa de retiro parisiense. La autora se adentra en los protagonistas que han marcado su vida y describe su vida cotidiana.
El 11 de mayo de 2020, logró el premio Goncourt a la primera novela, frente a Antes de que olvide de Anne Pauly y Una chica sin historia de Constance Rivière.

## Obras
- Le Tiers Temps, éditions Gallimard, 2020, 184 p.ISBN 9782072878398[9] – Premio Goncourt a la primera novela 2020